# Екцем
Екцем (грч. ἔκζεμα,  ekzema – erupcija) или дерматитис (грч. δέρμα, derma – кожа и -ῖτις – itis, запаљење, инфламација), запаљење коже заједнички је назив за групу упалних промена на кожи, и општи појам, који се односи на било који осип или упалу на кожи која није узрокована инфекцијом. Све болести из ове групе имају заједничке клиничке карактеристике; сувоћа, црвенило и свраб коже, а у одређеним случајевима и појава посекотина и мехурића. 
Дерматитис је група стања коже која укључује атопијски дерматитис, алергијски контактни дерматитис, иритантни контактни дерматитис и стазни дерматитис. Тачан узрок дерматитиса је често нејасан. Поједини случајеви могу укључивати комбинацију иритације, алергије и лошег венског повратка. Тип дерматитиса се генерално одређује историјом болести оболеле особе и локацијом осипа.  На пример, иритантни дерматитис се често јавља на рукама људи који их често влаже. Алергијски контактни дерматитис јавља се приликом излагања алергену (нпр бојама за косу, накиту лековима), изазивајући реакцију преосетљивости на кожу.
Иако дерматитис није заразна болест и на било који начин опасна по живот, она може бити веома иритантна (надражујућа) и неугодна за нормалан живот болесника. Екцематозне промене са једне стране су естетски јако непријатног изгледа, и тиме утичу на психу болесника (који се повлачи у себе и избегава дружење са околином), а са друге ометајуће јер својим присуством ограничавају болесника у обављању уобичајених животних и радних активности (укључујући ту и спавање, јер ометају нормалан ноћни сан).

## Епидемиологија
Екцеми се могу јавити на било ком делу коже, са различитом учесталошћу, независно од поднебља, узраста, боје коже и пола.
Морбидитет
На глобалном нивоу преваленца дерматитиса непрестано расте. Тако нпр. атопијски дерматитис утиче на здравље 15-30% деце и 2-10% одраслих. Процењује се да је учесталост екцема у развијеним земљама између 10% и 30%, док је у многољудним земљама, попут Кине и Ирана, преваленца око 2-3%. У САД преваленца дерматитиса креће се од 10 до 12% код деце и 0,9% код одраслих. 
Учесталост екцема већа је код емиграната који у развијене земље долазе из неразвијених земаља света. 
Расне разлике
Податак из САД указује на то да црнци и азијати чешће болују од екцема него белци.
Трошкови лечења
Непрекидни свраб, нарушен изглед и губитак радне способности, изазван екцемом, код одраслих пацијената представља велики финансијски терет. Бројне студије су показале да финансијски трошкови таквих пацијената представљају велики терет за њихове породице и друштво (нешто слично као код астме, артритиса, и шећерне болести). Код деце, болест представља велики психолошки проблем како самој деци тако и њиховим породицама и узрок су великих губитака школских дана. 
Морталитет
Смртност изазвана екцемом је ретка, изузев ако не настану теже компликације.
Полне разлике
Мушко-женски однос код екцема је, у просеку, 1 : 1,4.
Старост
У 85% случајева, дерматитис се јавља у првој години живота; а у 95% случајева до 5 године старости. Учесталост атопијског дерматитиса је највећа у раном детињству и детињству. Болест може имати периоде потпуне ремисије (мировања), посебно у адолесценцији, али се може поново јављати током раног одраслог доба.
У одраслој популацији, стопа учесталости дерматитис је 0,9%, мада почетак болести може бити и одложена реакција одраслог доба.

## Етиологија
Разлози настајања екцема су бројни. 
- Наслеђе,
- Нарушено стање имунског система.[5]
- Постојање алергија на супстанце са којима кожа долази свакодневно, повремено или сезонски у контакт (козметички препарати, метали попут никла и кобалта; гуме, пластика, различите хемикалије) супстанце које удишемо (полени, прашина, гриње ..) или изложеност коже агресивним супстанцама (кућна хемија, козметика, професионалне хемикалије).[6]

## Дијагноза
Дијагноза екцема се поставља на основу физикалног прегледа, који се најчешће допуњује додатним тестовима попут алерготеста на контактна средства, инхалаторне алергене а понекада и нутритивне алергене.

## Терапија
Терапија екцема је, због његових особина дуготрајна и често понављајућа болест. Највећи број случајева, екцема или дерматитис не захтева интервенцију лекара.
Након што се иритирајући фактор или алерген уклони, екцематозни осип током времена најчешће се спонтано повлачи. На основу изгледа промене, њене раширености локализације и интензитета црвенила и свраба, бирају се одговарајући лекови. То су најчешће креме и таблете, које умањују свраб и црвенило коже. Антихистаминици који се могу купити и без рецепта могу помоћи ублажити свраб и отицање, ако се стање додатно не погоршава чешањем зараженог дела. Пре употребе антихистаминика потребна је консултација са лекарем или апотекарем, а у току њихове примене треба избегавати управљање моторним возилом због поспаности коју могу изазвати.
Не мање битан лек у правилној терапији и превенцији екцема је и избор одговарајућег неутралног препарата за негу коже. Редовно прање руку сапуном и водом одмах након контакта са материјом на коју је болесник осетљив, може значајно смањити облик и интензитет реакције.